# بوناو
بوناو هي مدينة، في جمهورية الدومينيكان، تتبع مقاطعة مونسينور نويل، بلغ عدد سكانها 158,034 نسمة في 2012، تبلغ مساحتها 664,370,000 متر مربع (664.37 كـم2).

## المناخ
يظهر الجدول التالي التغييرات المناخية على مدار السنة لبوناو:
| البيانات المناخية لـبوناو                      | البيانات المناخية لـبوناو | البيانات المناخية لـبوناو | البيانات المناخية لـبوناو | البيانات المناخية لـبوناو | البيانات المناخية لـبوناو | البيانات المناخية لـبوناو | البيانات المناخية لـبوناو | البيانات المناخية لـبوناو | البيانات المناخية لـبوناو | البيانات المناخية لـبوناو | البيانات المناخية لـبوناو | البيانات المناخية لـبوناو | البيانات المناخية لـبوناو |
| الشهر                                          | يناير                     | فبراير                    | مارس                      | أبريل                     | مايو                      | يونيو                     | يوليو                     | أغسطس                     | سبتمبر                    | أكتوبر                    | نوفمبر                    | ديسمبر                    | المعدل السنوي             |
| ---------------------------------------------- | ------------------------- | ------------------------- | ------------------------- | ------------------------- | ------------------------- | ------------------------- | ------------------------- | ------------------------- | ------------------------- | ------------------------- | ------------------------- | ------------------------- | ------------------------- |
| الدرجة القصوى °م (°ف)                          | 35.2 (95.4)               | 36.3 (97.3)               | 37.5 (99.5)               | 36.8 (98.2)               | 37.5 (99.5)               | 38.9 (102.0)              | 39.2 (102.6)              | 38.9 (102.0)              | 38.9 (102.0)              | 38.9 (102.0)              | 37.1 (98.8)               | 36.5 (97.7)               | 39.2 (102.6)              |
| متوسط درجة الحرارة الكبرى °م (°ف)              | 29.5 (85.1)               | 29.9 (85.8)               | 30.8 (87.4)               | 31.3 (88.3)               | 31.7 (89.1)               | 32.9 (91.2)               | 33.0 (91.4)               | 33.0 (91.4)               | 33.1 (91.6)               | 32.6 (90.7)               | 31.2 (88.2)               | 29.5 (85.1)               | 31.5 (88.7)               |
| متوسط درجة الحرارة الصغرى °م (°ف)              | 18.1 (64.6)               | 18.1 (64.6)               | 18.7 (65.7)               | 19.5 (67.1)               | 20.1 (68.2)               | 20.9 (69.6)               | 21.1 (70.0)               | 21.0 (69.8)               | 20.6 (69.1)               | 20.3 (68.5)               | 19.6 (67.3)               | 18.7 (65.7)               | 19.7 (67.5)               |
| أدنى درجة حرارة °م (°ف)                        | 12.0 (53.6)               | 12.2 (54.0)               | 14.5 (58.1)               | 14.8 (58.6)               | 15.8 (60.4)               | 17.0 (62.6)               | 17.2 (63.0)               | 16.5 (61.7)               | 17.0 (62.6)               | 16.3 (61.3)               | 13.2 (55.8)               | 12.4 (54.3)               | 12.0 (53.6)               |
| معدل هطول الأمطار مم (إنش)                     | 107.2 (4.22)              | 108.3 (4.26)              | 117.7 (4.63)              | 204.1 (8.04)              | 333.3 (13.12)             | 138.8 (5.46)              | 176.3 (6.94)              | 203.9 (8.03)              | 180.2 (7.09)              | 251.8 (9.91)              | 248.2 (9.77)              | 146.4 (5.76)              | 2٬216٫2 (87.25)           |
| متوسط الأيام الممطرة (≥ 1.0 mm)                | 9.5                       | 8.3                       | 9.2                       | 11.6                      | 14.0                      | 9.6                       | 13.6                      | 13.5                      | 12.1                      | 13.7                      | 14.5                      | 12.4                      | 142.0                     |
| المصدر: الإدارة الوطنية للمحيطات والغلاف الجوي |                           |                           |                           |                           |                           |                           |                           |                           |                           |                           |                           |                           |                           |

## أعلام
- بيدرو سيفيرينو
- ألبرتو روزاريو
- هيكتور أكوستا
- خوان كروز
- أندريس نافارو